# Baylor (Virginia Occidental)
Baylor es un área no incorporada ubicada en el condado de Raleigh, Virginia Occidental, Estados Unidos. Está catalogada como un asentamiento humano por la Junta de Nombres Geográficos de los Estados Unidos.
El número de identificación (ID) asignado por el Servicio Geológico de Estados Unidos es 1742663.

## Geografía
Se encuentra a una altitud de 608 m s. n. m. (1995 pies) según el conjunto de datos de elevación nacional.